# 越南裔波蘭人
越南裔波蘭人是波蘭其中一個少數民族，也是規模第三大的歐盟國家越南人社群，僅次於越南裔法國人和越南裔德國人。當地越南人人口難以估計，一般估計其人數由3萬至4萬不等。他們是波蘭規模最大的非歐洲裔移民社群，波蘭人常常認為他們不是當地最大的少數民族，就是當地其中一個規模較大的少數民族，不過政府沒有準確的人口數據，令這個說法難以證實。當地越南人的經商表現不俗，但與其他移民一同被視為就業市場的競爭源頭，不過他們在波蘭的形象是良好的。

## 人口特徵

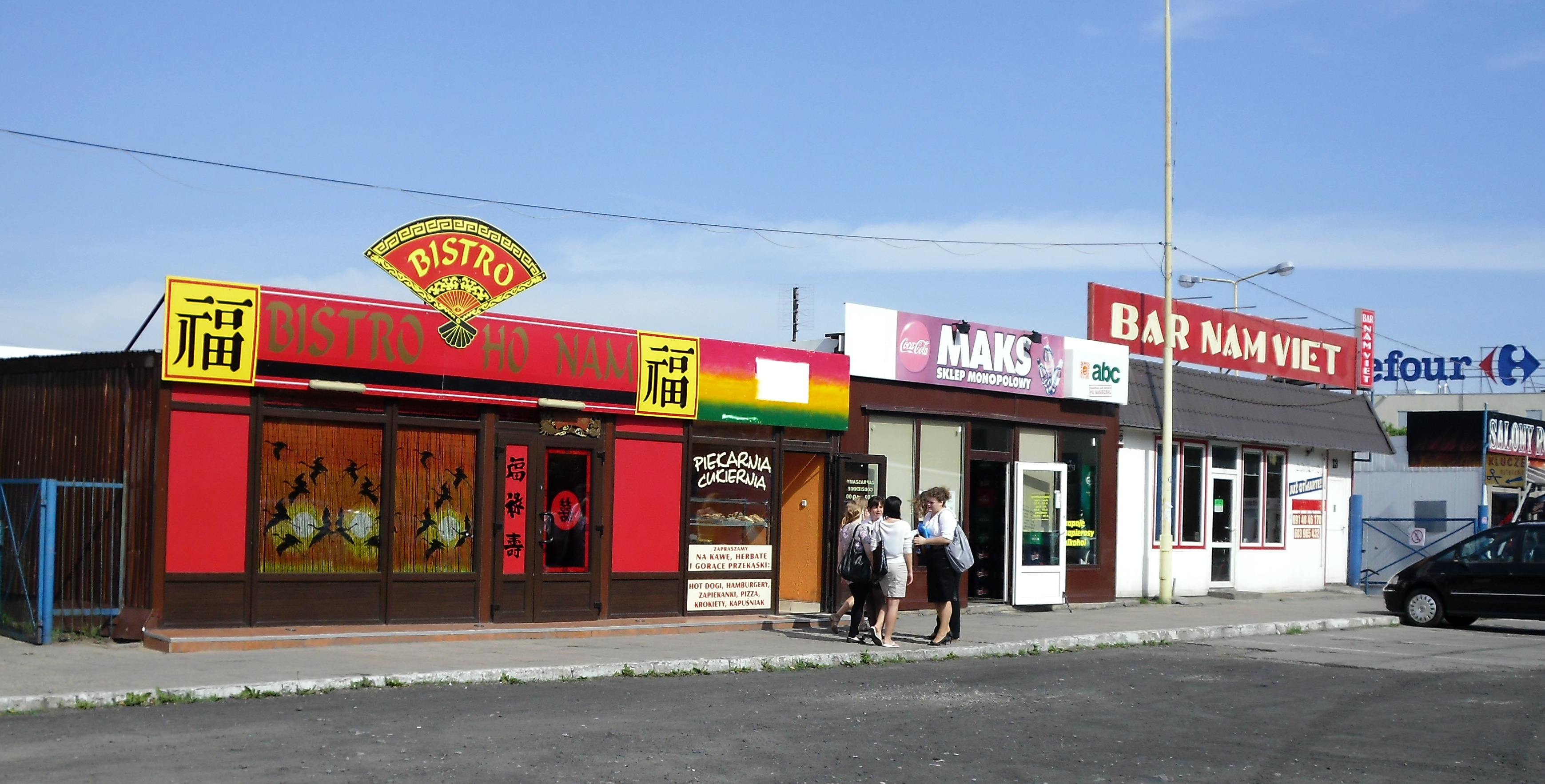
波蘭什切青兩家越南餐廳（圖左和圖右）

由於波蘭很多（可能至少有五成）越南人是非法移民，因此當地越南人總人口並沒有準確的統計數據。在2011年波蘭人口普查當中，共有4,027名受訪者表示自己的國籍是越南籍。越南駐波蘭大使館和波蘭的越南人社群領袖估計可能有2至3萬名越南人住在波蘭，而波蘭政府則在2002年把當地越南人人數的可能上限定為5萬人。波蘭政府在2008年出版的一份報告把當地越南人人口的上下限定為25,000人至6萬人，2012年當地傳媒也報導說當地越南人人口上限是6萬人，而2014年一篇學術論文則估計當地共有3萬5千名越南人，並在附註中表明這個數據「難以估計」。當地越南人既是波蘭規模最大，而文化上不屬於歐洲的族群，也是波蘭最顯眼的移民族群。波蘭公眾一般都誤以為越南人是當地規模最大的外籍社群，然而實際上應該擁有這個稱號的族群卻是來自前蘇聯各國的移民。
在波蘭的越南人主要在首都華沙聚居；波蘭其他主要城市也有越南人，不過人數較少。

## 歷史

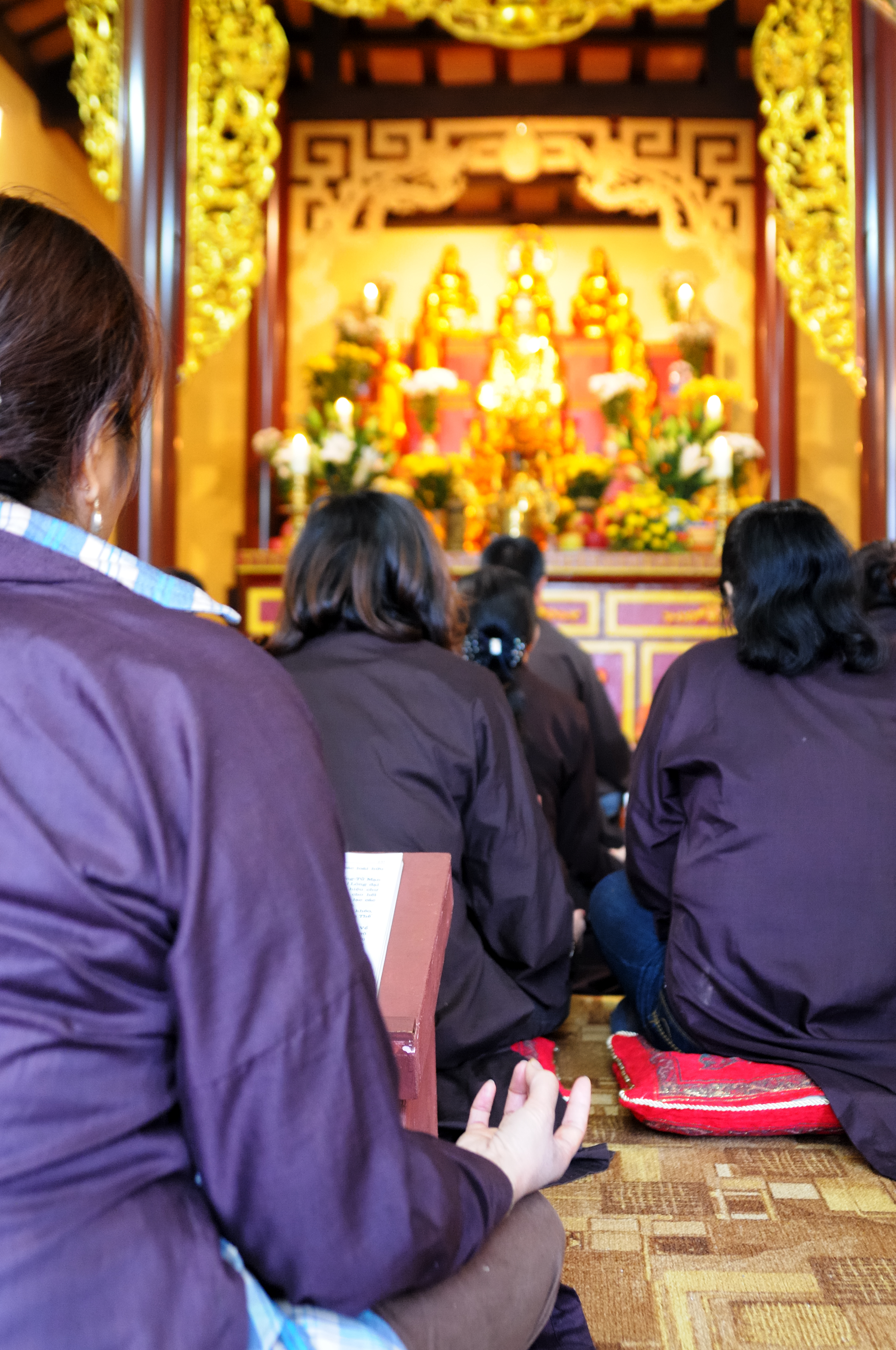
華沙普拉加（Praga）的越南裔佛教徒

1950年代至1980年代波蘭和越南之間的學生交流計劃令兩國關係得以增進，當時波蘭和越南都是社會主義國家。對越南人（特別是小企業東主）來說，波蘭在1990年完成成為資本主義經濟體的過渡過程以後便成為更吸引的移民目的地，由此引起了波蘭第二波越南人大規模移民潮。當中很多移民都在開展他們在波蘭的生活的時候到位於十週年體育場（現為國家體育場）的露天市集當上小販，以販賣服裝和廉價食品維生；截至2005年，體育場一帶合共設有1,100至1,200戶由越南人開設的攤檔。截至2002年，華沙約有500家越南餐廳，當中以快餐店居多。
十週年體育場一帶被稱為越南裔波蘭人社區的中心。當地的越南人社群開設了不少為同鄉服務的非政府組織。

## 語言
雖然英語仍然是波蘭最普及的外語，然而截至2014年，當地對學習越南語等其他外語有興趣的學生人數正在上升。
2007年，貉龍君學校在華沙開業，以教導越南裔兒童學習越南語，並為在國外工作和生活的越南裔成人提供練習說越南語的機會。除了越南語，這家學校的學生也會學習越南的藝術、歷史、地理、文化和風俗。而且，這家學校會在越南新年這些特別的日子舉行聯歡會和其他重要活動。其後這家學校也在拉辛（Raszyn）和弗羅茨瓦夫開設分校。

## 腳註
1. 1 2  Grzymala-Kazlowska 2002，第1頁.
2. 1 2  Rudnicka 2012.
3. 1 2 3 4  Nowicka 2014，第215頁.
4. ↑  Kotowska.
5. 1 2 3 4 5 6 7 8  Grzymala-Kazlowska 2002，第7頁.
6. 1 2  DPM MSWiA 2007, Społeczność Wietnamska w Polsce itp.
7. ↑  GUS 2013，第91頁.
8. ↑  Embassy of SRV in Poland, Bilateral relations.
9. 1 2  Bartoszewicz & Kwaśniewski 2005.
10. ↑  Grzymala-Kazlowska 2002，第6頁.
11. 1 2  Nowicka 2014，第216-217頁.
12. ↑  Grzymala-Kazlowska 2002，第6–7頁.
13. ↑  Grzymala-Kazlowska 2002，第7–8頁.
14. ↑  Grzymala-Kazlowska 2002，第8頁.
15. ↑  Radio Poland 2014, Foreign language learning boom.
16. ↑  Tuoi Tre News 2015, School preserves.

## 延伸閱讀
- Krajewski, Łukasz; Czuchnowski, Wojciech. . Gazeta Wyborcza. 2008-04-28  [2009-06-02]. （原始内容存档于2009-06-12）.
- Lisicki, Grzegorz. . Gazeta Wyborcza. 2008-10-08  [2009-06-02]. （原始内容存档于2012-02-25）.
- Sosin, Natalia. . Cafe Babel. September 2006  [2009-06-02]. （原始内容存档于2009-08-30）.
- Halik, Teresa. . Badania Interdyscyplinarne 5. Adam Mickiewicz University. 2007. ISBN 83-232-1688-6.
- Halik, Teresa; Nowicka, Ewa. . University of Warsaw. 2002. ISBN 83-87374-24-5.